# Phare d'Amasra
Le phare d'Amasra (en turc : Amasra Feneri)  est un feu côtier situé sur la rive anatolienne de la mer Noire, sur une falaise à l'entrée du port d'Amasra dans la province de Bartin, en Turquie.
Il est exploité et entretenu par l'Autorité de sécurité côtière (en turc : Kıyı Emniyeti Genel Müdürlüğü) du Ministère des transports et des communications.

## Histoire
Le phare a été installé en 1863, au-dessus du petit port d'Amasra, à environ 15 km au nord-est de la ville de Bartin.
Le port de Sinop possède aussi deux feux d'entrée sur chaque brise-lames.

## Description
Le phare  est une tour ronde en maçonnerie blanche, de 7,5 m de haut, avec une galerie et une lanterne, attachée à l'extrémité d'une maison de gardien d'un étage.
Son feu à éclats émet, à une hauteur focale de 77 m, un éclat blanc d'une seconde par période de 10 secondes. Sa portée est de 20 milles nautiques (environ 37 km).
Identifiant :Admiralty : N5817 - NGA : 19576.

## Caractéristique dufeu maritime
Fréquence : 10 secondes (W)
- Lumière : 1 seconde
- Obscurité : 9 secondes

### Lien connexe
- Liste des phares de Turquie